# 菲尼克斯 (伊利諾伊州)
菲尼克斯（英語：Phoenix）是位於美國伊利諾伊州庫克縣的一個村落。

## 地理
菲尼克斯的座標為41°36′44″N 87°37′50″W / 41.61222°N 87.63056°W，而該地最高點為海拔高度183米（即600英尺）。

## 人口
根據2010年美國人口普查的數據，菲尼克斯的面積為1.20平方千米，當中陸地面積為1.20平方千米，而水域面積為0.00平方千米。當地共有人口1964人，而人口密度為每平方千米1,636人。